# Джус, Степан Петрович
Степан Петрович Джус (19 июня 1941, Кобыльня, Винницкая область — 9 июля 2023, Ялта) — советский, украинский и российский художник. Заслуженный художник Украинской ССР (1979). Народный художник Украины (1995). Член Национального союза художников Украины. Работал в области декоративно-монументального искусства.

## Биография
Степан Петрович Джус родился 19 июня 1941 года в селе Кобыльня Липовецкого района Винницкой области. В 1958 окончил школу и поступил в Крымское художественное училище им. Н. С. Самокиша. Высшее образование получал в Харьковском художественно-промышленном институте, который окончил в 1971 году. После окончания института работал в Винницких художественно-производственных мастерских, откуда был переведён в Ялту в 1971 году, где и работал почти 50 лет. Член НСХ УССР (1976) и СССР.
Умер в Ялте 9 июля 2023 года.

## Произведения
Произведения: тематические ковры и гобелены — «Рыцарям революции» (1975), «Розы Крыма» (1976), «На мирной земле» (1978); витражи — «Учимся, работаем, отдыхаем» (1973, в клубе Скадовского совхоза), все — в соавторстве с Л. Джус. Гобелены из цикла «Крым. Большая Ялта» («Гурзуф», «Массандра», «Кастрополь», «Ботаническое», «Ялта», «Форос»). Среди его произведений — росписи, картины. Произведения хранятся в музеях и частных коллекциях Украины, России, Германии, Австрии, Венгрии, Японии, Канады, США.

## Награды
Заслуженный художник Украинской ССР (1979), Народный художник Украины (1995), Народный художник Автономной Республики Крым (1999). Лауреат премии имени Т. Шевченко. Лауреат премии Автономной Республики Крым за 1998 год в области изобразительного искусства (1999, совместно с Л. Т. Джус). В 2008 году получил Международную премию имени В. Винниченко, а в 2010 году был награждён орденом «За заслуги» III степени. В 2011 году Степану Петровичу было присвоено звание Почётного гражданина города Ялты.

## Семья
- Жена — Людмила Тимофеевна Джус (1944, село Тетюхе, Приморский край, СССР), художник декоративно-монументального искусства. Член Союза художников (1973). Заслуженный художник УССР (1990). Народный художник Украины (1995)[6].
- Сын — Тарас Степанович Джус (1975, Ялта) заслуженный художник Украины, член Национального союза художников Украины, живописец[7].